# Matthias Erzberger
Matthias Erzberger (Buttenhausen  [ma Münsingen (Württemberg)] része, 1875. szeptember 20. – Fekete-erdő, 1921. augusztus 26.) német politikus, a katolikus Centrumpárt (Deutsche Zentrumspartei) balszárnyának vezetője volt. Az ő feladata volt az első világháborút lezáró compiègne-i fegyverszünet német részről történő aláírása, amelyért nem sokkal később szélsőséges nacionalista merénylet áldozata lett.

## Élete

### Ifjúkora
Matthias Erzberger 1875. szeptember 20-án született Buttenhausenban egy kézműves gyermekeként. Tanulmányai befejezése után a középpárti Deutsches Volksblatt újságírójaként helyezkedett el és egyre jelentősebb szerepet játszott a Középpárt württembergi szervezetében. 1903-ban képviselő lett a Reichstagban és fokozatosan a párt balszárnyának vezetőjévé vált. A Bernhard von Bülow kormánya ellen indított támadása, mely az afrikai gyarmatokkal állt kapcsolatban, a Reichstag feloszlatásához vezetett 1906 decemberében.

### Az első világháborúban
Az első világháború alatt, bár eleinte támogatta a német terjeszkedést, jelentős szerepet játszott a Reichstag 1917. július 19-én meghozott határozatában, mely a német területi gyarapodást feladó béketárgyalások megkezdését szorgalmazta. Erzberger szerepet játszott azokban az eseményekben is, melyek Theobald von Bethmann-Hollweg kancellár lemondásához vezettek. Miután a Reichstagban többségbe kerülő koalíció élére került célja a demokratikus, alkotmányjogi reformok végrehajtása lett. Az 1918-as breszt-litovszki béke támogatása mellett önrendelkezést követelt a kelet-európaiak számára. Már a háború ideje alatt íródott Der Völkerbund című könyvében is támogatta a Népszövetség létrehozásának ötletét. A háború végén Erzbergert választották meg a békeküldöttség vezetőjévé és ennélfogva az ő feladata lett a compiègne-i fegyverszünet aláírása 1918. november 11-én.

### A háború után
Erzberger az első köztársasági kormány tagjaként a versailles-i békeszerződés elfogadását szorgalmazta. 1919 júniusától 1920 márciusáig ő töltötte be az alkancellári és a pénzügyminiszteri tisztségeket. Pénzügyi reformjai miatt ellentétbe került mind a birtokos osztállyal, mind a föderalistákkal. A fegyverszünet aláírása miatt és a demokratikus köztársaság főszereplőjeként a szélsőjobboldali erők támadásának célpontjává vált. 1920 márciusában pert nyert Karl Helfferich ellen, aki politikai korrupcióval vádolta meg. Ennek ellenére benyújtotta a lemondását. Pártja sem az ellene intézett támadások során, sem a lemondása után nem nyújtott részére kellő támogatást. 1921. augusztus 26-án a Fekete-erdőben töltött szabadsága alatt szélsőséges nacionalisták lőfegyvert használva sikeres merényletet követtek el ellene. Gyilkosait egy ideig Gömbös Gyula rejtegette, ám Fényes László újságíró leleplezte őket.